# CV33

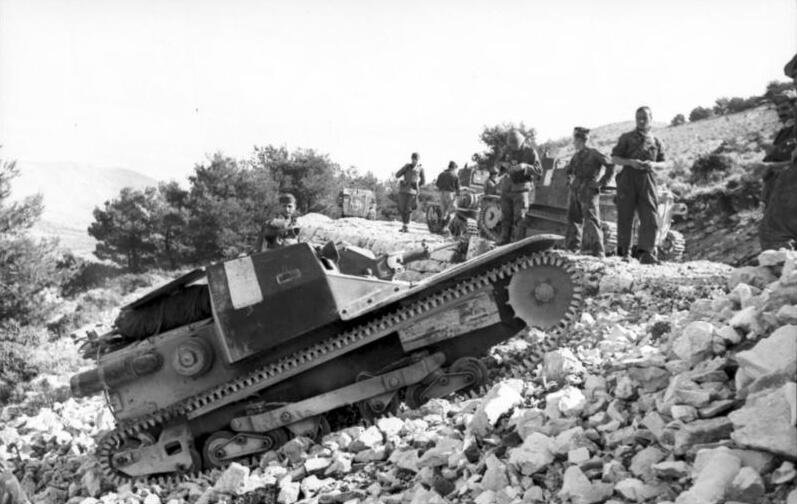
CV33 i Grekland, september 1943

CV33 eller L3/33 var en italiensk tankett som var i tjänst under mellankrigstiden och andra världskriget. Den var beväpnad med en kulspruta och hade en besättning om två man: befäl (som också var skytt) och förare. 
1929 köpte det italienska företaget OTO fyra Carden Loyd Mk VI-tanketter från Storbritannien samt delar till ytterligare 21 stycken av samma fordon. Dessa fordon fick beteckningen CV29 i italiensk tjänst, och visade sig vara billiga och enkla att massproducera. OTO hade även inköpt en exklusiv tillverkningslicens för Carden Loyd-tanketterna i Italien, men Ansaldo i samverkan med Fiat utvecklade en modifierad version av CV29 som kringgick licensen, som fick beteckningen CV33. CV33 ersattes snart av den något förbättrade CV35 som var beväpnad med två kulsprutor istället för en. I juni 1936 hade man redan hunnit tillverka 1.100 CV33 och CV35. En nackdel med den stora mängden fordon var att Italien inte hade några incitament att utveckla nya stridsfordon då stridsvagnsfabriken Fossati i Genua var upptagen med att tillverka CV33 och CV35 (delvis för exportmarknaden) och den italienska armén hade fått så många stridsfordon de behövde.
Stridserfarenheter från det andra italiensk-abessinska kriget och spanska inbördeskriget visade på betydande brister i både beväpning och pansar, således dröjde det till 1938 innan Italien började se sig om efter effektivare stridsvagnar. Då låg man 4 till 5 år efter resten av stormakterna gällande stridsvagnsutveckling, ett gap som inte lät sig överbryggas innan Italiens inträde i kriget 1940.
I november 1938 införde Italien också nya beteckningar på sina stridsvagnar, CV33 fick då beteckningen L3/33. En del CV33/CV35 fick beväpningen utbytt mot ett 20 mm kaliber pansarvärnsgevär 1939/1940 och 84 stycken konverterades till eldkastarfordon 1942/1943. Några byggdes även om till befälsfordon genom att man installerade en radio (något som saknades i standardmodellen).